# Неффе, Карел
Карел Неффе (чеш. Karel Neffe; 6 июля 1948, Прага — 13 февраля 2020, Прага) — чехословацкий гребец, выступавший за сборную Чехословакии по академической гребле в 1971—1983 годах. Бронзовый призёр летних Олимпийских игр в Мюнхене, призёр чемпионатов мира и Европы, многократный победитель первенств национального значения.

## Биография
Карел Неффе родился 6 июля 1948 года в Праге.
Впервые заявил о себе в академической гребле на международном уровне в сезоне 1971 года, когда вошёл в состав чехословацкой национальной сборной и выступил на чемпионате Европы в Копенгагене, где в зачёте распашных рулевых четвёрок стал шестым.
Благодаря череде удачных выступлений удостоился права защищать честь страны на летних Олимпийских играх 1972 года в Мюнхене — в составе распашного четырёхместного экипажа, куда также вошли гребцы Отакар Маречек, Владимир Янош, Франтишек Провазник и рулевой Владимир Петршичек, в решающем финальном заезде финишировал третьим позади команд из ФРГ и ГДР, завоевав тем самым бронзовую олимпийскую медаль.
В 1973 году побывал на чемпионате Европы в Москве, откуда так же привёз награду бронзового достоинства, выигранную в рулевых четвёрках.
В 1975 году в той же дисциплине финишировал пятым на чемпионате мира в Ноттингеме.
В 1976 году стартовал на Олимпийских играх в Монреале — на сей раз занял в главном финале четвёртое место, до призовой позиции ему не хватило около трёх секунд.
На чемпионате мира 1977 года в Амстердаме взял бронзу в распашных рулевых двойках, пропустив вперёд экипажи из Болгарии и Восточной Германии.
В 1978 году добавил в послужной список серебряную медаль, полученную в рулевых двойках на чемпионате мира в Карапиро.
В 1979 году выступил в восьмёрках на чемпионате мира в Бледе — сумел отобраться лишь в утешительный финал B и расположился в итоговом протоколе соревнований на седьмой строке.
На Олимпийских играх 1980 года в Москве занял четвёртое место в восьмёрках.
После московской Олимпиады Неффе оставался действующим спортсменом ещё в течение одного олимпийского цикла и продолжал принимать участие в крупнейших международных регатах. Так, в 1981 году он стал четвёртым в распашных рулевых четвёрках на чемпионате мира в Мюнхене.
В 1982 году завоевал серебряную медаль в рулевых четвёрках на чемпионате мира в Люцерне.
В 1983 году в той же дисциплине был пятым на чемпионате мира в Дуйсбурге.
Его сын Карел Неффе младший тоже стал достаточно известным гребцом, чемпион Европы, участник двух Олимпийских игр.
Умер 13 февраля 2020 года в возрасте 71 года.